# Calgary Sun
The Calgary Sun es un periódico canadiense en lengua inglesa publicado en Calgary (Alberta). Pertenece a Sun Media, una filial de Quebecor. The Calgary Sun es uno de dos diarios principales de la región de Calgary, el otro es el Calgary Herald.

## Características
El periódico, como la mayoría de los de la cadena Sun Media, es conocido por sus artículos cortos y llamativos, dirigidos principalmente a lectores de la clase obrera. El formato del Sun está inspirado en parte en los tabloides británicos.
El periódico publica diariamente una Sunshine Girl, es decir, una foto glamour de una modelo amateur, que suele estar en bikini. Esta idea la tomaron los periódicos británicos, aunque de acuerdo con las normas morales canadienses, no se permite la desnudez y las modelos deben tener por lo menos 18 años, al contrario que los tabloides británicos, que en cierta época permitieron a modelos en topless de 16 años (aunque este límite de edad se ha subido a 18 años hace poco). Colocada en sus comienzos en la tercera página (como los tabloides británicos), la dirección del Sun decidió a comienzos de los años 1990 desplazar esta foto a la sección de deportes, pues creían que interfería con la capacidad del periódico de presentar noticias de actualidad serias en primera plana. Más tarde, esta decisión se fue extendiendo a los demás periódicos Sun de Canadá. El Calgary Sun ha intentado repetidas veces abandonar por completo las Sunshine Girl, y en ocasiones ha publicado ejemplares de prueba sin ellas; sin embargo, la popularidad de esta foto entre los lectores permanece alta y el periódico recibe numerosas quejas cada vez que se omite. También publicaba de modo regular una foto Sunshine Boy, pero ha abandonado esta práctica.

## Postura política
El periódico no intenta de ningún modo ocultar su posición política conservadora y fue un feroz opositor al gobierno liberal antes de su derrota en 2006, aunque emplea una buena cantidad de cronistas de tendencias más bien liberales. Esta posición quedó evidenciada con el juramento presidencial de Stephen Harper y la controversia generada por sus nombramientos al consejo de ministros. Mientras que varios periódicos liberales e incluso algunos conservadores criticaron rotundamente a Harper, el Calgary Sun tomó un enfoque de "esperar para ver"; una editorial publicada dos días después de los nombramientos se encargó de recordar a los lectores la corrupción del gobierno precedente.

## Historia
Publicado por primera vez en 1980, este diario de formato tabloide reemplazó al periódico de gran formato The Albertan.
Durante varios años, el Sun publicaba también un semanario local, The Calgary Mirror, que cubría las noticias más locales. Esta publicación se canceló (después de cerca de 50 años) en 2001. La sucedió el FYI Calgary In-Print, un periódico semanal gratuito que pretendía ser el equivalente en papel de la web de noticias del Sun, FYI Calgary. El nuevo semanario no interesó ni a los lectores ni a los publicistas y se abandonó en mayo de 2001; el sitio web abandonó el concepto FYI al año siguiente y se rebautizó Calgarysun.com.
El 2 de octubre de 2006, el Sun experimentó un rediseño radical: se introdujo un nuevo logotipo y se cambió la tipografía y los titulares.